# Малінець (Великопольське воєводство)
Малінець (пол. Maliniec, нім. Mariendorf) — село в Польщі, у гміні Баб'як Кольського повіту Великопольського воєводства.
Населення — 136 осіб (2011).
У 1975-1998 роках село належало до Конінського воєводства.

## Демографія
Демографічна структура станом на 31 березня 2011 року:
|          | Загалом | Допрацездатний вік | Працездатний вік | Постпрацездатний вік |
| -------- | ------- | ------------------ | ---------------- | -------------------- |
| Чоловіки | 73      | 21                 | 48               | 4                    |
| Жінки    | 63      | 14                 | 36               | 13                   |
| Разом    | 136     | 35                 | 84               | 17                   |